# Antonio Guarnieri
Antonio Carlo Luigi de Guarnieri (ur. 1 lutego 1880 w Wenecji, zm. 25 listopada 1952 w Mediolanie) – włoski dyrygent, wiolonczelista i kompozytor.

## Życiorys
Uczył się prywatnie gry na wiolonczeli i fortepianie oraz kompozycji. Początkowo występował jako wiolonczelista w orkiestrze Giuseppe Martucciego. Jako dyrygent debiutował w 1904 roku w Sienie. W latach 1912–1913 dyrygował Hofoper w Wiedniu. W 1915 roku założył w Mediolanie Società Sinfonica Italiana. Od 1922 roku występował jako dyrygent w mediolańskiej La Scali. Od 1946 roku prowadził podyplomowy kurs dyrygencki w Accademia Musicale Chigiana w Sienie.
Zasłynął jako interpretator dzieł Richarda Wagnera, wprowadził też na sceny włoskie nowe utwory Ottorino Respighiego, Claude’a Debussy’ego, Ildebrando Pizzettiego i Alfredo Caselli. Skomponował m.in. opery Giuditta i Hannele, ponadto utwory orkiestrowe i pieśni.